# Останній місяць осені
«Останній місяць осені» (рос. «Последний месяц осени») — молдовський радянський художній фільм 1965 року режисера Вадима Дербеньова.

## Сюжет
Старий батько вирушає в дорогу, щоб відвідати своїх синів, які живуть далеко один від одного. І в кожному з них, у їхніх справах знаходить він своє продовження.

## У ролях
- Євген Лебедєв - батько
- Валентина Сперантова
- Марія Кремньова
- Микола Тимофєєв
- Майя Булгакова
- Олена Понсова
- Валентин Смирнитський
- Інокентій Смоктуновський — текст від автора

## Творча група
- Сценарій: Іон Друце
- Режисер: Вадим Дербеньов
- Оператор: Вадим Дербеньов, Дмитро Моторний
- Композитор: Едуард Лазарєв